# Los músicos de Bremen (película)
Los músicos de Bremen (ruso: Бременские музыканты, Bremenskiye muzykanty) es un musical de dibujos animados soviéticos de 1969 producido por Soyuzmultfilm, dirigida por Inessa Kovalevskaya y escrita por Yuri Entin y Vasili Livánov, con música de Gennady Gladkov. Se basa libremente en el cuento de hadas de los hermanos Grimm, Los músicos de Bremen. La película se convirtió en un éxito de culto en la Unión Soviética por su banda sonora memorable, que contiene influencias de la música de rock 'n' roll occidental. Se hicieron dos secuelas: El sendero de los músicos de Bremen (1973) y Los nuevos músicos de Bremen (2000).

## Argumento
Los protagonistas son un burro, un perro, un gato, un gallo, y su maestro, el Trovador. A todos estos personajes, salvo al burro, les dio voz Oleg Anofriyev. El burro tiene la voz de Anatoli Gorokhov. El joven músico se enamora de una princesa (con voz de Elmira Zherzdeva).